# Eucalyptus ochrophloia
Eucalyptus ochrophloia är en myrtenväxtart som beskrevs av Ferdinand von Mueller. Eucalyptus ochrophloia ingår i släktet Eucalyptus och familjen myrtenväxter. Inga underarter finns listade i Catalogue of Life.